# Buslijn 25 (Haaglanden)
Buslijn 25 van HTM is een buslijn in de regio Haaglanden, in de Nederlandse provincie Zuid-Holland.
Van 1966 t/m 1979 werd een gedeelte van het traject ook bereden met de lijnnummer "25S", waarbij de "S" stond voor "Sneldienst".

## Route en dienstregeling
De lijn verbindt de Grote Markt via de wijk Transvaalkwartier, langs het Zuiderpark, winkelcentrum Leyweg, door de wijken Morgenstond, Bouwlust met de wijk Vrederust.
Buslijn 25 rijdt overdag (behalve zondag) iedere 7,5 minuten en 's avonds na 20.00 uur, op donderdag en in het weekend na 22.00 uur, en in de vroege ochtend van het weekend iedere 30 minuten. Op zondag rijdt buslijn 25 overdag iedere 10 minuten.

## Geschiedenis

### 1955-heden
- 1 november 1955: De eerste instelling van lijn 25 vond plaats op het traject Veenendaalkade (bij de Lopikstraat) - Potgieterlaan (eind Koningin Julianalaan, Voorburg), via Hobbemaplein, Station HS en het Schenkviaduct. In het kader van de wijziging van alle Haagse buslijnaanduidingen van letters in cijfers werd dit het nieuwe lijnnummer van lijn N, die sinds 1 december 1939 een busdienst had onderhouden op een deel van dit traject.
- 1 november 1964: Lijn 25 werd doorgetrokken over de Mgr. van Steelaan naar de kruising met de Prinses Irenelaan.
- 22 mei 1966: De lijn wordt gecombineerd met lijn 20, actiepunt uit de 2de fase van het Plan Lehner en gaat naar het einde van de Hengelolaan bij de Lozerlaan rijden. Op dezelfde datum wordt op het traject Hengelolaan - Centrum sneldienst 25S ingesteld. Deze spitslijn rijdt 's morgens stadinwaarts en 's avonds staduitwaarts en halteert alleen bij als belangrijk aangeduide haltes.
- 3 november 1974: Het eindpunt wordt centrum bij het nieuwe busstation Turfmarkt. Het lijngedeelte naar Voorburg wordt door de streekvervoermaatschappij NZH overgenomen.
- September 1975: De lijn wordt via de Schedeldoeks- en Ammunitiehaven naar het busplatform boven het Centraal Station doorgetrokken.
- 31 augustus 1979: Buslijn 25S wordt opgeheven. 25S behoorde tot de "speciale autobuslijnen".[1]
- 5 januari 1992: Als de Haagse tramtunnel gebouwd wordt, gaat de lijn via de Veerkades rijden in plaats van door de Grote Marktstraat. Tevens wordt de lijn via de Lozerlaan verlengd naar het eindpunt van lijn 13 aan de Erasmusweg.
- 14 september 2005: Wegens de opening van RandstadRail en de verkeersmaatregelen in de binnenstad – de Stille en Amsterdamse Veerkades werden autoluw gemaakt – kreeg lijn 25 een nieuw eindpunt op de Grote Markt. De rechtstreekse verbinding met het Centraal Station vervalt voor vele reizigers.
- 27 augustus 2012: Lijn 25 reed in de richting van Grote Markt via de Hobbemastraat in plaats van de Ruijsdaelstraat. Dit vanwege werkzaamheden op de Hobbemastraat en Om en Bij. Lijn 25 reed als ondersteuning van tramlijn 6, omdat tramlijn 6 een omleiding reed. Lijn 25 reed via de tramhalte Hobbemaplein en de halte Paletplein van buslijn 130. Halte Vaillantplein in de richting van Grote Markt werd vervallen. Per 25 februari 2013 werd de tramhalte Hobbemaplein opgeheven. Deze omleiding duurde tot 25 oktober 2013.
- 9 december 2012: Lijn 25 reed met een nieuwe frequentie. Tevens werd het concessiebedrijf van HTM overgegaan naar HTMbuzz.
- 1 juli 2017: De haltenaam Hobbemaplein werd gewijzigd naar Haagse Markt voor lijn 25.
- 15 december 2019: De nieuwe busconcessie "Haaglanden Stad" ging vanaf dat moment in voor de periode 2019 - 2034. Daarnaast werd het vervoersbedrijf HTMbuzz na zeven jaar weer veranderd naar HTM.
- 3 november 2021: Door werkzaamheden bij het Veluweplein en daardoor enorme drukte op de route van lijn 25, reed lijn 25 niet tussen Leyweg en Grote Markt. Lijn 25 had als eindpunt bij het knooppunt Leyenburg. Men kon daar overstappen op de tram naar het centrum. Deze situatie duurde tot 13 december 2021.
- 21 augustus 2023: Er werd tot eind april 2025 een tijdelijke halte Vreeswijkstraat ingesteld door werkzaamheden bij De la Reyweg.
- 24 mei 2025: Vanwege werkzaamheden bij de Kempstraat rijdt buslijn 25 een omleiding tussen De la Reyweg en Brouwersgracht.

## Verloop
De lijn verbindt Vrederust, einde Erasmusweg, kruising Lozerlaan, met het Haagse centrum via De Haagse Markt.
De voorloper van buslijn 25 was buslijn N: Vreeswijkstraat – Station Hollands Spoor, ingesteld in 1939. In 1955 verdwenen alle lijnletters bij de Haagse buslijnen om plaats te maken voor cijfers. In 1966 bereikte lijn 25 de langste route in haar bestaansgeschiedenis en liep van het uiterste einde van de Hengelolaan via het Haagse centrum en Station Hollands Spoor, via het Schenkviaduct naar het eindpunt Voorburg ’t Loo (einde Mgr. van Steelaan). In 1974 werd zij ingekort tot het Haagse centrumeindpunt Turfmarkt, wat een groot passagiersverlies opleverde, en ging het traject naar Voorburg naar de NZH. Pas toen zij werd doorgetrokken van de Turfmarkt naar het Centraal Station groeide de buslijn uit tot een van de drukste van het Haagse busnet. Spitsuurfrequenties van eens per 4 minuten waren normaal. Tussen 1966 en 1979 functioneerde een snelbuslijn met de aanduiding 25S. Deze stopte maar op enkele haltes van het lange traject. Lijn 25 was de eerste Haagse buslijn waarop regulier gelede bussen uit de serie 900 werden ingezet. Toen de buslijnen uit de Grote Marktstraat werden geweerd wegens de bouw van het Souterrain moest lijn 25 over Schedeldoekshaven en Amsterdamse en Stille Veerkade gaan rijden. In 2006 werd de lijn ingekort tot de Grote Markt, feitelijk de Prinsegracht. Daardoor doet zij het centrum niet echt meer aan. De frequentie van de buslijn ging omlaag en zij verloor de inzet van de gelede bussen.

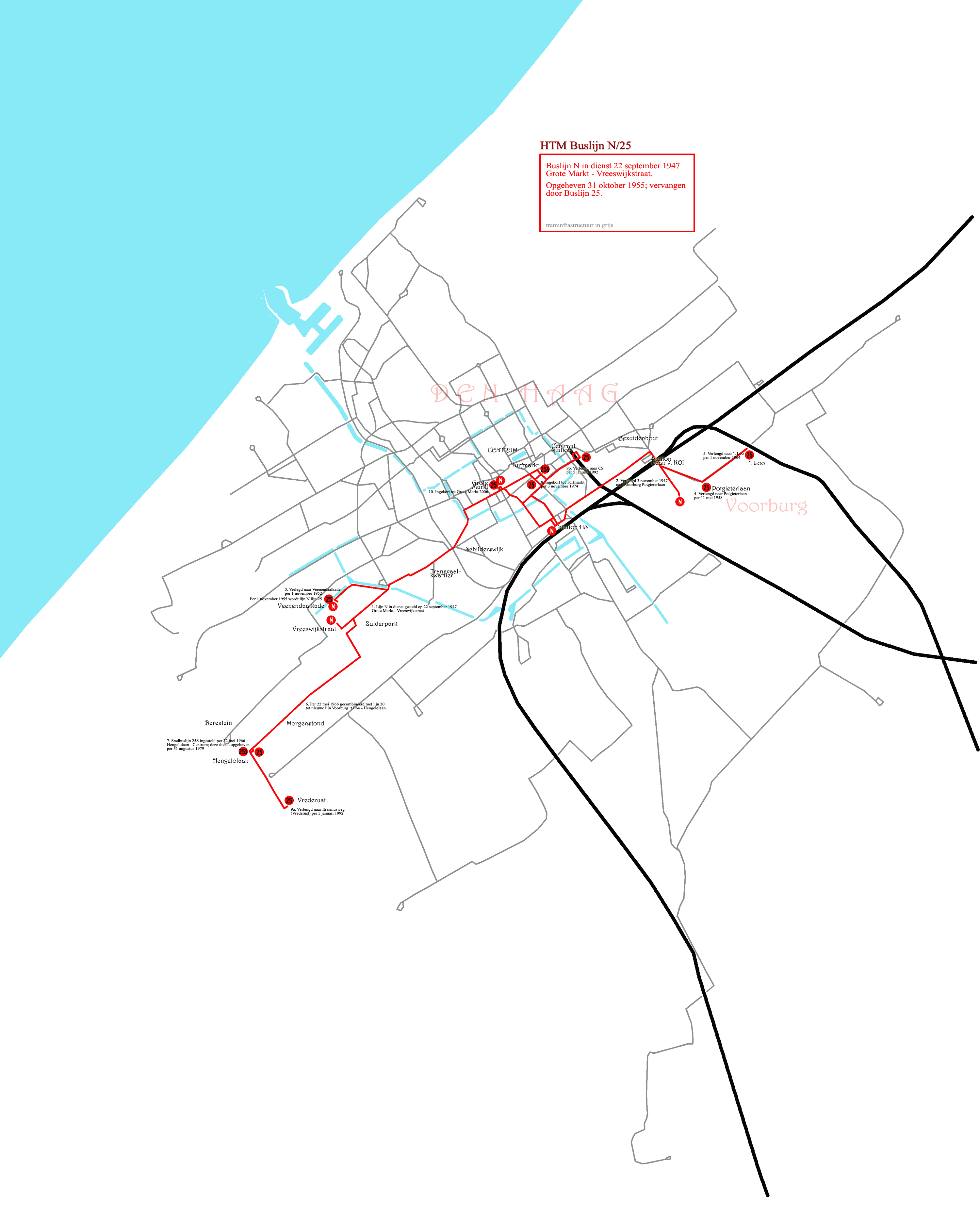
Routes van buslijn N/25 door de jaren heen; actueel tot en met 2011.